# Принцип неповної синхронізації
Принцип неповної синхронізації (рос. принцип неполной синхронизации, англ. principle of nonperfect synchronization) — в хімії — принцип стосується хімічних реакцій, в яких відсутня синхронність між творенням і розриванням зв'язків та іншими примітивними змінами, що може бути зумовлене резонансом, сольватацією, електростатикою, наявністю водневих зв'язків та поляризаційними ефектами. Продукто-стабілізуючі фактори, сила дії яких відстає від змін зв'язків у перехідному стані, або реактанто-стабілізуючі фактори, сила дії яких випереджає зміни зв'язків у перехідному стані, збільшують характеристичний бар'єр реакції. Для продукто-стабілізуючих факторів, сила дії яких випереджає зміни зв'язків у перехідному стані, або реактанто-стабілізуючих факторів, сила дії яких відстає від змін зв'язків у перехідному стані, відношення є оберненими. Зворотні ефекти спостерігаються для факторів, що дестабілізують реактанти чи продукти.